# Élections sénatoriales américaines de 1982
 (avril 2020).
Si vous disposez d'ouvrages ou d'articles de référence ou si vous connaissez des sites web de qualité traitant du thème abordé ici, merci de compléter l'article en donnant les références utiles à sa vérifiabilité et en les liant à la section « Notes et références ».
Les élections sénatoriales américaines de 1982 se sont tenues le 2 novembre. 
Ce sont les premières élections de mi-mandat du Président Ronald Reagan.